# Banc de Sandettié
Le banc de Sandettié est un banc de sable allongé dans la mer du Nord. Il se situe à peu près au milieu de l'entrée orientale du pas de Calais, à 13 milles nautiques de la côte (environ 24 km), face à Calais. Au nord de celui-ci se trouve le Banc de Goodwin, et au sud se trouve le banc de sable de Ruytingen.
Le banc de sable représentant une menace importante pour l'intense trafic maritime dans le pas de Calais, il a été marqué par une succession de bateaux-phares français de 1902 à 1989, date à laquelle le dernier bateau-feu Sandettie fut mis hors service. Le navire est maintenant un bateau-musée ancré dans le port de Dunkerque devant le Musée portuaire de Dunkerque.
Aujourd'hui l'autorité britannique Trinity House maintient un bateau-phare sans pilote pour sécuriser le Banc de Sandettié, le Sandettie Lightvessel (en). Le navire dispose également d'une station météorologique automatique.

## Séquelles de guerre
Un champ de mines marines a été  posé près du banc, dans lequel au moins un sous-marin (U 37) a péri avec son équipage de 32 marins (le 1er avril 1918).

## Point de repère
Ce banc a été une délimitation de secteurs de pêche et en particulier pour les  pêcheurs  de  Dunkerque  dans le cadre du droit européen de la pêche et/ou en raison de la proximité  des  eaux  nationales  de  la Belgique  et de l'Angleterre : les chalutiers à perche français de  plus  de  300  ch  et  70  tonneaux  de  jauge  brute  n'avaient pas le droit de  travailler  dans  les  12 milles ce qui les limitaient en théorie dans  un  secteur triangulaire situé  autour  du  banc  de  Sandettié, mais ce périmètre n'a pas été respecté (notamment d'avril à juin au moment de la pêche à la sole où ces chalutiers s'avancent illégalement dans la zone des 12 milles , voire des 3 miles), ce qui a entrainé des conflits avec les petits chalutiers à panneaux et d'autres types de pêcheries. Selon l'Institut scientifique et technique des pêches maritimes : dans les années 1980 la tolérance des affaires maritimes à leur égard dans la zone des 12 miles a entrainé une surpêche et de nombreux excès, qui ont été source de conflits mais aussi d'une « position ambiguë de la flottille par rapport à la réglementation européenne ». En théorie le chalut à perche est interdit en France , mais autorisé par le droit européen qui prime tant que ces chaluts sont conformes aux arrêtés du règlement européen sur les maillages (80 mm en Mer du Nord (zones  IVa-b, VI, 75 mm en Manche (zones  VIId-e) et 65 mm dans le golfe de Gascogne  (zones  VIIIa-b)  (maille  étirée).